# Enrico Ghidetti
Enrico Ghidetti (Firenze, 13 ottobre 1940) è un critico letterario italiano.
Nominato assistente nel 1965, è stato poi per molti anni professore ordinario dell'Università di Firenze fino al pensionamento, nonché presidente della Società Dantesca Italiana dal 2007 al 2012.

## Biografia
Nato a Firenze nel 1940, Ghidetti si è laureato in Lettere nel 1963 presso l'Università degli studi di Firenze con una tesi su Iginio Ugo Tarchetti e la Scapigliatura lombarda. 
Nel 1969, insieme a Walter Binni, suo relatore di tesi, ha collaborato all'edizione completa delle opere di Giacomo Leopardi per la casa editrice Sansoni.
Ha insegnato Letteratura italiana presso la Facoltà di Lettere dell'Università La Sapienza di Roma dal 1965 al 1985  e presso le Facoltà di Magistero e poi di Lettere dell'Università degli Studi di Firenze a partire dall'anno accademico 1985-1986.
È autore di numerose pubblicazioni sulla Letteratura italiana dal Settecento al Novecento. I suoi interessi di ricerca si concentrano sulla Scapigliatura, sul Verismo e sul Decadentismo italiano, in particolare si è occupato delle opere di Tarchetti, Paolo Valera, Verga, Capuana, Fogazzaro, Pirandello, Svevo, D'Annunzio. Insieme a Giorgio Luti, cui è stato legato da un lungo sodalizio umano e professionale, ha curato un Dizionario critico della letteratura italiana del Novecento.
Nel 1998 è succeduto a Walter Binni nella direzione della rivista La Rassegna della letteratura italiana, della quale oggi è direttore onorario.
Nel 2007, al termine di un'aspra battaglia tra due fazioni di accademici dantisti, è stato eletto presidente della Società Dantesca Italiana, alla guida della quale resterà fino al 2012.
Ghidetti è inoltre presidente del Comitato Scientifico del Centro di Documentazione per la Storia dell'Assistenza e della Sanità Fiorentina, membro del Consiglio di amministrazione del Gabinetto Vieusseux e membro del consiglio direttivo del Centro studi Aldo Palazzeschi.
È sposato con Isabella Gherarducci, docente di materie letterarie nella scuola superiore, con la quale ha curato un'edizione dei Promessi sposi e una Guida alla lettura di Verga, ed è padre di due figli: Francesco Ghidetti, giornalista del gruppo Riffeser Monti, e Laura Ghidetti, direttrice della Scuola di italiano di Firenze della Società Dante Alighieri.

## Opere principali
- Tarchetti e la Scapigliatura lombarda, Napoli, Libreria scientifica editrice, 1968
- Le idee e le virtù di Antonio Fogazzaro, Padova, Liviana, 1974
- Il decadentismo, Roma, Editori Riuniti, 1976
- Italo Svevo: la coscienza di un borghese triestino, Roma, Editori Riuniti, 1980, Premio Comisso sezione Biografia;[4]
- L'ipotesi del realismo, Padova, Liviana, 1982 (nuova edizione: L'ipotesi del realismo. Storia e geografia del naturalismo italiano, Firenze, Sansoni, 2000)
- Il caso Svevo, Roma-Bari, Laterza, 1984; IIª ed., 1993
- Malattia, coscienza e destino. Per una mitografia del decadentismo, Firenze, La Nuova Italia, 1993
- Guida alla lettura di Verga (a cura di; in collaborazione con I. Gherarducci), Firenze, La Nuova Italia, 1994
- Dizionario critico della letteratura italiana del Novecento (a cura di, in collaborazione con G. Luti), Roma, Editori Riuniti, 1997
- Il poeta, la morte e la fanciulla e altri capitoli leopardiani, Napoli, 2004
- Bibliografia leopardiana (1815-1999), (a cura di Chiara Biagioli), Firenze, Società Editrice Fiorentina, 2010.
- Promessi sposi, a cura di Enrico Ghidetti, Bulgarini, Firenze 2009